# Miguel Faust Rocha

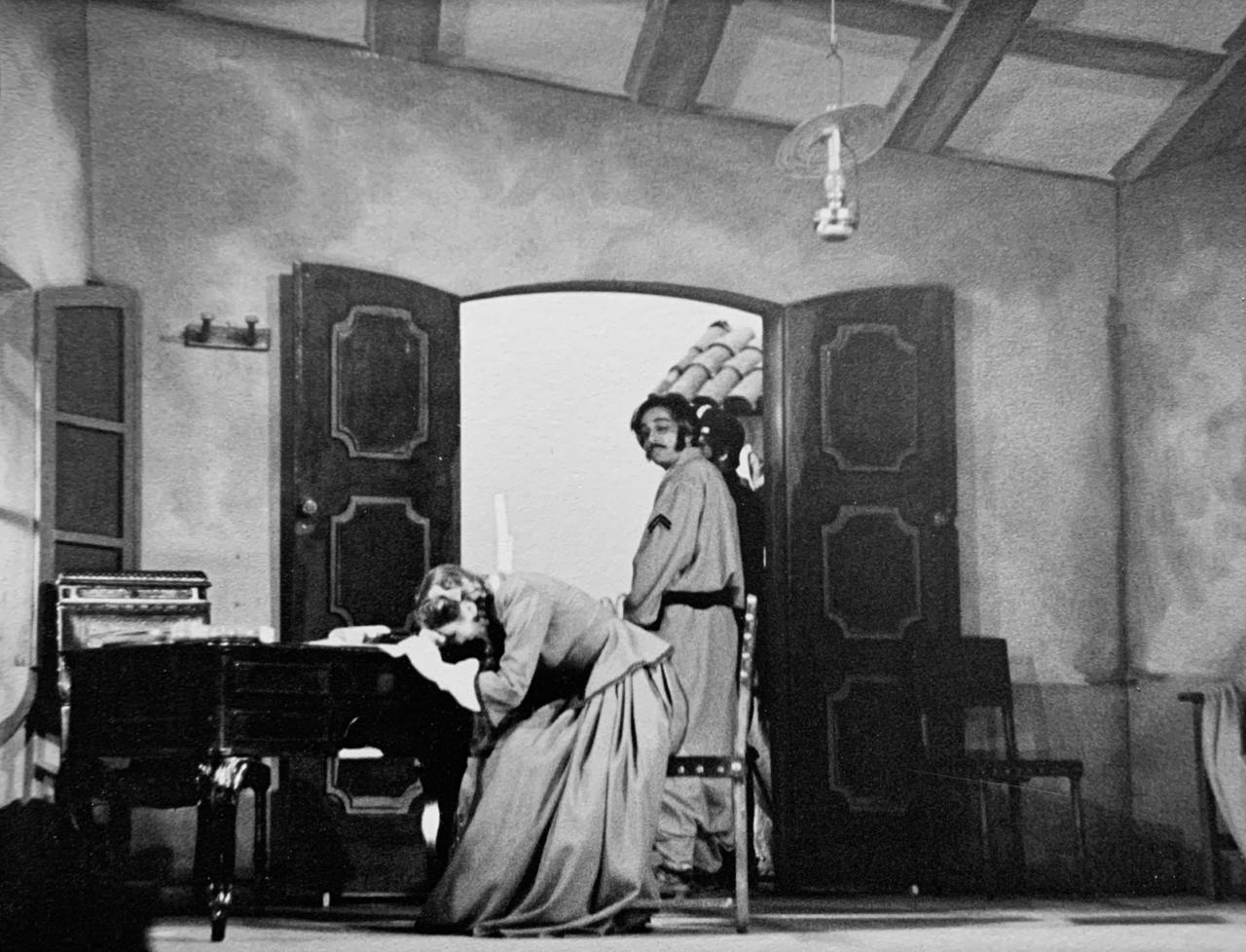
Miguel Faust Rocha y Luisa Vehil en "El Sargento Palma" (1942), Teatro Cervantes, Buenos Aires

Miguel Faust Rocha, cuyo nombre completo era Miguel Ángel Faust Rocha fue un actor de radio, cine, teatro y televisión que nació en Lomas de Zamora, Provincia de Buenos Aires, Argentina el 6 de agosto de 1898 y falleció en Buenos Aires, Argentina, el 6 de marzo de 1961 luego de una extensa carrera profesional.
Trabajó tanto durante la época del cine sin sonido como en la del cine sonoro. Durante tres años fue presidente de la Asociación Argentina de Actores, desarrollando una intensa actividad gremial.
Estuvo casado desde 1932 con la actriz de teatro Margot Arellano, con la que tuvo 3 hijas y que lo acompañó hasta su muerte en 1961.

## Antecedentes familiares y primeras actuaciones
Su padre fue Juan Francisco Faust, de ascendencia alemana y la madre, Petrona Rocha, que estaba emparentada con el fundador de La Plata. Su padre era comisario en Banfield y allí transcurrió su infancia y cursó la escuela primaria, destacándose en esta cuando había que recitar o representar en los actos escolares. Cuando alrededor de 1910 el cura párroco de la localidad fundó la Juventud Católica, Faust Rocha se unió a uno muchachos mayores que formaron un  grupo filodramático para recaudar fondos destinados a obras de caridad y llega a ser su actor principal. En el Club Social Buchardo funcionaba una compañía de aficionados dirigida por Alberto Piñeyrúa y a él se une Faust Rocha. Ese grupo representó el drama de Georges Ohnet, El dueño de las herrerías, que más adelante figuró en su repertorio profesional. Comenzó a estudiar contabilidad pero, pese a la oposición familiar, los dejó para seguir con la actuación hasta su fallecimiento.
Integró y dirigió hacia 1916 la comparsa Los Culinarios en la que toma trozos de ópera y les adosa letras carnavalescas; obtienen premios durante cinco años hasta que los declaran fuera de concurso y deciden formar un cuadro filodramático con la que hacen representaciones con fines benéficos, recordándose especialmente un monólogo cómico por el que fue aplaudido en el Teatr Universal –después Teatro General San Martín- de Alsina 1455 en Banfield. En la Compañía Cómico Dramática dirigida por su amigo Federico Mansilla actuó, entre otras obras, en Mar y cielo, de Ángel Guimerá con el papel de Ferrán y en El gran galeoto de José Echegaray encarnando a Don Julián.

## Trabajo con importantes compañías teatrales
Su primera actuación en los escenarios porteños fue en 1918 en la Compañía Argentina de Dramas y Comedias que encabezaban Camila Quiroga y Salvador Rosich; su papel fue el de un mucamo que vestido con el frac que le prestó Rosich –Faust Rocha no recibía apoyo económico de su familia, disconforme con su actividad artística- entraba en escena y, sin decir palabra, entregaba la carta que llevaba en una bandeja. Al año siguiente realiza su servicio militar obligatorio y en el cuartel suele recitar monólogos y cantar para entretener a otros conscriptos e, incluso, a veces lo hace a pedido de sus propios jefes. Sigue actuando en festivales –generalmente organizados por el Social Sport Club- y entre las obras en las que participó se recuerdan Diplomacia conyugal, de César Iglesias Paz y La mujer de Ulises, de José González Castillo. Con Los Culinarios actuó en el Teatro Español, de Lomas de Zamora, en el papel de Pablo Levasseur en la obra La ofrenda de José León Pagano.
Cuando poco antes de finalizar su servicio militar fue convocado por Rosich, debe pedir autorización a su superior para trabajar a la noche en el teatro. El militar dice que no puede dársela pero, al mismo tiempo, le indica que si cambia de nombre no se dará por enterado. Fue así que al nombre que usaba, Miguel Faust, comenzó a agregar el apellido materno y surgió el nombre artístico con el que adquirió fama. En 1920 obtiene grandes aplausos en el papel de Norberto en La malquerida, de Jacinto Benavente en un teatro de Rosario. Al año siguiente cambia de compañía incorporándose a la de José Sassone con la que actúa en diversos teatros y en una gira por las provincias. En 1922 se incorporó a la compañía de Blanca Podestá, trabaja con una renovación constante de obras, hacen giras por Montevideo, Asunción del Paraguay y ciudades de provincia. El repertorio abarca autores como Alberto Ballerini, Emilio Berisso, José J. Berruti, Julio Dantas, Jorge Dowton, Enrique García Velloso, César Iglesias Paz, Darío Nicodemi, Alcira Olivé,    Eduardo Rossi, José Antonio Saldías, Julio Sánchez Gardel Israel Zangwill y Guillermo Zorzi, y algunas de las obras fueron Anfisa y La vida del hombre, de Leonid Andréiev; La malquerida, de Jacinto Benavente; Le Voleur e Israël, de Henri Bernstein; La edad crítica, de Max Drayer; Bajo la garra, de Gregorio de Laferrère; El rosal de las ruinas, de Belisario Roldán y El pescador de sombras, de Jean Sarment.
Faust Rocha se destacaba sobre todo como galán pero tenía papeles diversos: hizo de Lucio Settala en La Gioconda de Gabriele D'Annunzio; fue el Armand Duval en la versión teatral de La dama de las camelias de Alexandre Dumas (hijo); encarnó a Efraín en El poema inmortal, una teatralización de María, de Jorge Isaacs; fue el Mario Cavarradossi de Tosca, de Victorien Sardou y representó a Don Juan en el Don Juan Tenorio de José Zorrilla. Seguía aficionado al canto e incluso llegó a grabar en 1931 dos canciones criollas de Agustín Lara.
El trabajo era abrumador. Cuando en 1927 la empresa decide hacer teatro por secciones, debía actuar una vez a la tarde y tres en la noche, que subían a cinco secciones los domingos, y en cada una iba una pieza distinta, para lo cual se reducía su duración a una hora. Ya preocupado por su salud, reclama por las condiciones de trabajo, se queda un solo año más y en 1929 forma una nueva compañía que la encabeza junto a Augusto Zama. Entre las actrices participantes estaban Teresa Puértolas, Elena y Margot Arellano, su esposa desde 1932, y los actores Juan Macchi, Eduardo Sardini y José Sassone. En su repertorio estaban Mi pobre muñeca, de María Álvarez de Burgos; Con las alas rotas de Emilio Berisso; Le Voleur, de Henri Bernstein; Recordar es vivir, de Edouard Bourdet; El adversario, de Alfred Capus; El gran galeoto, de José Echegaray; La máscara de la sonrisa, de Maxim Hauschild; El salto del gato de Bautista Junior; El comediante, de Mélesville; Una farsa en el castillo, de Ferenc Molnar; Retazo, de Darío Nicodemi; Felipe Derblay, de Georges Ohnet; Ki-Ki, de André Picard; El hombre sin corazón, de Luis Rodríguez Acasuso; El rosal de las ruinas y La virgen de la pureza, de Belisario Roldán; Una cosa de carne, de Pier María Rosso di San Secondo; Los muertos, de Florencio Sánchez; El pescador de sombras, de Jean Sarmen; El proceso de Mary Dugan, de Bayard Veiller y Te amo y serás mía, de Louis Verneuil.
En 1930 ingresó en la compañía de Armando Discépolo y trabajó en varias obras en el Teatro Argentino: Fábrica de juventud, de Alekséi Konstantínovich Tolstói; Fin de jornada, de Robert Cedric Sherriff; Invitación al baile, de Jean Jacques Bernard, junto a Berta Singerman Lluvia, de William Somerset Maugham y Nieve, de Franz Gbysyewsky.

## Incursión en el cine de Estados Unidos
Faust Rocha había debutado en 1925 en el cine con la película sin sonido  Manuelita Rosas , dirigida por Ricardo Villarán, en la que actuaron también intérpretes de la talla de Blanca Podestá, Nelo Cosimi, Amelia Sinisterra, Alberto Ballerini, Ricardo Passano y Blanca Vidal a la que siguió 
el cortometraje con sonido La despedida del unitario. A fines de 1930 viajó a los Estados Unidos, donde filmó  en 1931 dos películas habladas en español, Resurrección dirigida por Edwin Carewe y Don Juan diplomático, de George Melford, filme este último donde trabajaban Celia Montalván y Lía Tora. Faust Rocha llegó a ganar seis mil dólares semanales pero rechazó una propuesta de contratación de la productora Metro Goldwyn Mayer y regresó a Argentina para volver a trabajar en el teatro.

## Retorno al teatro
Apenas de regreso actuó con Luisa Vehil en Una noche romántica en la  Compañía Argentina de Arte Universal dirigida por José Bolla y al año siguiente formó pareja con la actriz Carmen Casnell, y bajo la dirección del esposo de esta, Carlos Calderón de la Barca, actuó en Montevideo, Rosario y Córdoba con un repertorio que incluyó Business, de Pierre Sabatier; Cuando los hijos de Eva no son los hijos de Adán, de Jacinto Benavente; La enemiga, La sombra y La casa secreta, de Darío Niccodemi; Israel, de Bernstein; La llama sagrada, de Somerset Maugham; La llave de los sueños, de G. Nervean; Si yo quisiera y Amar, de Paul Géraldy; La ternura, de Henry Bataille y La virgen de la pureza, de Belisario Roldán. El público no acompaña a los artistas y Faust Rocha gastó los ahorros traídos de Estados Unidos. Se desvinculó de la compañía y se radicó en Rosario encabezando una compañía radioteatral que actúa en la radiodifusora LT1 y los domingos de tarde, así como algunos sábados, en el Teatro Comedia, finalizando su estadía en esa ciudad en 1933 con la obra Los muertos, de Florencio Sánchez. Ese año ingresa como una de las primeras figuras en una compañía creada por Enrique T. Susini –que en ese momento regenteaba el Teatro Odeón- y dirigida por Antonio Cunill Cabanellas. Se suceden las actuaciones en Mirandolina, de Carlo Goldoni; La guitarra y la jazz-band, de Henri Duvernois y Robert Dieudoné; Carina, de Fernand Crommelynek; Amanda y Eduardo, de Armando Discépolo; El secreto, de Bernstein; Primavera de los demás, de Jean Jaques Bernard y en el estreno mundial, con presencia del autor, de Cuando se es alguien, de Luigi Pirandello, que lo selecciona para el papel progónico pese a la diferente opinión del director.
En 1934 las obras presentadas con su participación en el Odeón fueron Baile en el Savoy, de Alfredo Grünwald y Fritz Löhner-Beda y La coartada de los diez minutos, de Anthony Armstrong. Ese año regresó al cine con Ayer y hoy y Con las alas rotas.
En 1935 encarnó por primera vez un personaje de William Shapeskeare, el protagonista varón de Romeo y Julieta, en versión de Pedro Miguel Obligado. Otras actuaciones las realizó en Las bodas de Fígaro de Beaumarchais y en el Don Juan Tenorio, de Zorrilla de San Martín. Al año siguiente trabajó en la opereta Amalia, escrita por Enrique García Velloso, Pedro Miguel Obligado y Enrique T. Susini con música de Carlos López Buchardo; en El gavilán, de Francis de Croiset y en  La vida es sueño.

## Televisión
A poco de iniciarse las transmisiones de televisión en el país participó desde junio de 1953 hasta inicios de 1954 en Canal 7, que era el único en ese momento, del ciclo Teatro Universal, que transmitía obras de renombre adaptadas por Elsa Martínez y dirigidas por Gerardo Noizeaux; la puesta en escena estaba a cargo de Faust Rocha y eran protagonizadas por Claudia Fontán.
Por el mismo canal, en enero y febrero de 1957 protagonizó el ciclo El intérprete y sus personajes acompañado por la actriz Ana Casares con dirección de Roberto Sonntag.

## Filmografía
Participó como actor en los siguientes filmes:
- Romance sin palabras dir. Leopoldo Torres Ríos  (1948)
- La mujer más honesta del mundo dir. Leopoldo Torres Ríos  (1947)
- Las tres ratas dir. Carlos Schlieper (1946) .... Alfredo Millán
- Besos perdidos dir. Mario Soffici (1945)
- La novia de los forasteros dir. Antonio Ber Ciani  (1942)
- Con las alas rotas (1938) dir. Orestes Caviglia .... Julián Valmar
- Ayer y hoy (1934) dir. Enrique Susini
- Resurrección (1931) dir. Edwin Carewe .... Capitán Shenbok (Estados Unidos)
- Don Juan diplomático (1931) dir. George Melford .... Marqués de Valmi (Estados Unidos)
- La despedida del unitario (cortometraje, 1931) dir. Edmo Cominetti
- Mosaico criollo (cortometraje, 1929) dir. Edmo Cominetti
- Manuelita Rosas (1925) dir. Ricardo Villarán